# 甦醒 (王傑專輯)
《甦醒》為臺灣歌手王傑的第三十六張個人專輯，也是第二十五張國語專輯，由英皇娛樂發行，台灣則由時尚唱片發行，在2005年9月30日上市。

## 專輯簡介
整張專輯由王傑和製作人李士先共同策劃方向，再統一進行譜詞發曲的企劃，專輯風格捨棄繁複或是過多的電子合成樂器，以基本的吉他、鋼琴、鼓、薩克斯風等Live原音樂器來作為編曲的架構，並以低沉、沙啞的方式演唱，首波主打歌「甦醒」九月底已在電台強打，唱片公司亦選在台北西門町進行同一時段的播放做為宣傳；而大陸引進版專輯名稱則改為《無聲電影》。

## 曲目
| 曲序 | 曲名                            | 曲                        | 詞       | 編曲     | 附註                                                                   |
| 01   | 從前                            | Dan Fogelberg             | 何啟弘   | Ricky Ho | 原曲《Same Old Lang Syne》由 Dan Fogelberg 主唱，於1980年發行          |
| 02   | 無聲電影                        | David Gates               | 易家揚   | Ricky Ho | 原曲《Aubrey》由 Bread 主唱，於1972年發行                              |
| 03   | 脆弱                            | Pol Chulanon              | 陳弘宇   | 李士先   | 原曲：《Kae-Mee》                                                      |
| 04   | 皮夾克                          | 陳宇任                    | 姚若龍   | Ricky Ho |                                                                        |
| 05   | 甦醒                            | 劉鴻文                    | 何啟弘   | 許恒瑞   | 東森綜合台八點檔《艾曼紐之姐姐妹妹站起來》主題曲                       |
| 06   | 和平                            | 札西棋連 （王傑的佛教名） | 竹子     | Ricky Ho |                                                                        |
| 07   | 野蠻女友                        | 札西棋連                  | 竹子     | Ricky Ho |                                                                        |
| 08   | 還痛的傷口                      | 札西棋連                  | 竹子     | Ricky Ho |                                                                        |
| 09   | 陪著你                          | 札西棋連                  | 札西棋連 | Ricky Ho |                                                                        |
| 10   | 如果我老了你還愛不愛我          | 札西棋連                  | 札西棋連 | Ricky Ho |                                                                        |
| 11   | 還痛的傷口 （Saxophone 演奏版） | 札西棋連                  |          | Ricky Ho | 演奏曲                                                                 |
| 12   | 陪著你 （Saxophone 演奏版）     | 札西棋連                  |          | Ricky Ho | 演奏曲                                                                 |
| 13   | 別怕愛                          | 劉祖德                    | 何啟弘   | Ricky Ho | 原為亞洲電視劇集《上海灘之俠醫傳奇》主題曲，但播映時沒有用上           |
| 14   | 舊薔薇（粵語）                  | 劉祖德                    | 周耀輝   | Ricky Ho | 原為亞洲電視劇集《上海灘之俠醫傳奇》主題曲（廣東版），但播映時沒有用上 |

（註：札西棋連即是信仰佛教的王傑法號梵語翻譯而成）

## 唱片版本
- CD版

## 音樂錄影帶
- 無聲電影 （页面存档备份，存于）
- 脆弱 （页面存档备份，存于）
- 甦醒 （页面存档备份，存于）